# Lijst van Belgische N-wegen

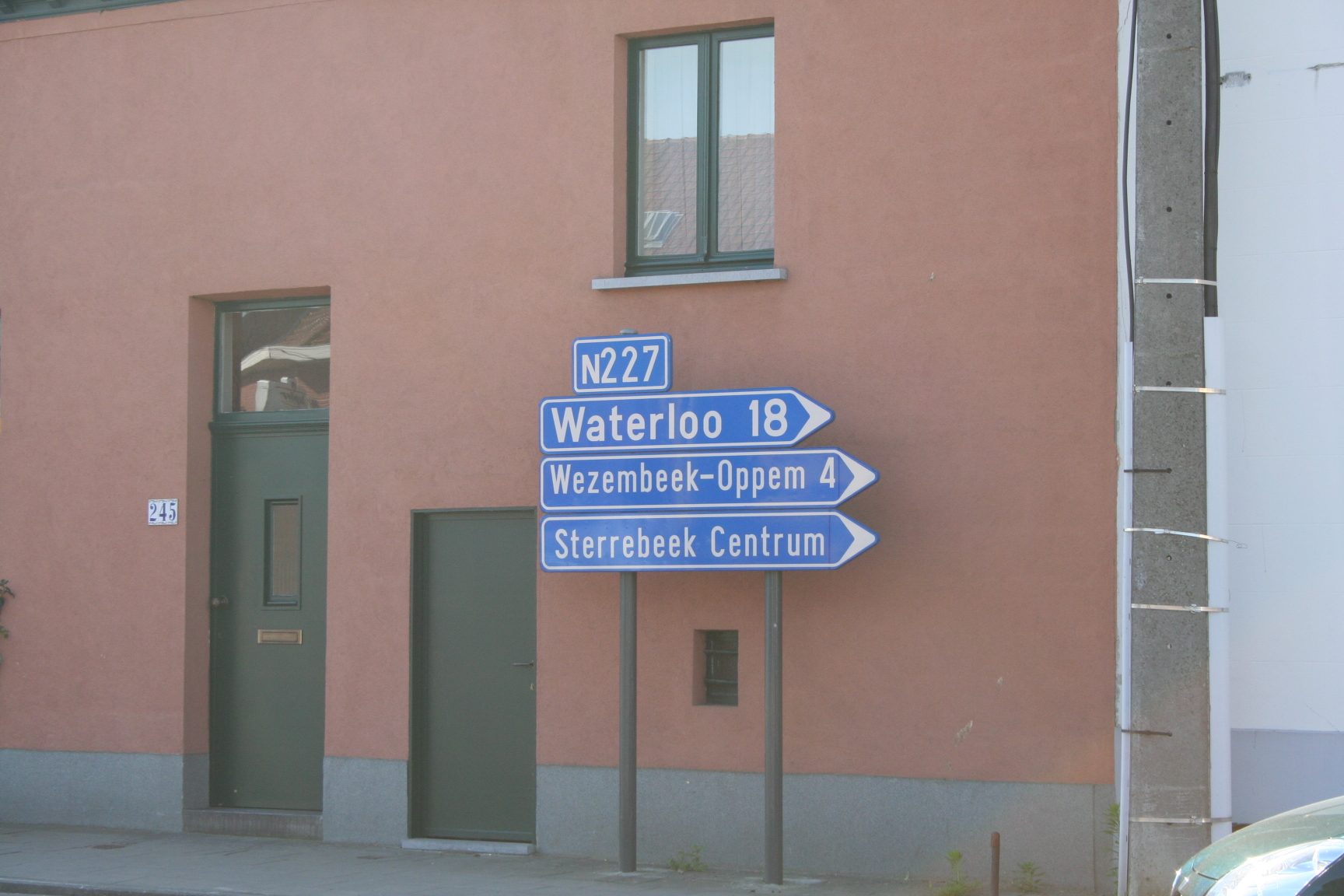
De N227

N-wegen in België zijn secundaire wegen. Dit zijn belangrijke verbindingswegen op nationaal en gewestelijk niveau, die geen autosnelweg zijn (maar in Wallonië wel veelvuldig ingericht zijn voor verkeer tot 120 km/u). Ze worden beheerd door de gewesten. Lokaal dragen veel van deze wegen een normale straatnaam, zoals Rijksweg, Grote Weg, of "Steenweg" voorafgegaan door de naam van een stad. Deze naamgeving varieert naargelang de gemeente. De N-wegen worden per definitie geïdentificeerd door een uniek N-nummer. De huidige nummering werd halverwege de jaren '80 doorgevoerd. Toen waren deze wegen nog 'nationale wegen', vandaar de kenletter N.
Volgens de nummering kan men de wegen in vier wegennetten onderverdelen:
1. De wegen N1 tot N9 zijn grote verbindingsassen, die in elke windrichting uitwaaieren vanuit Brussel tot aan de landsgrenzen. De wegen zijn in wijzerzin genummerd en vormen een ster of windroos op de kaart van België. De N2 en de N3 veroorzaken de enige verstoring op dit patroon: nadat ze Brussel hebben verlaten komen ze even terug bijeen op de ring van Leuven (R23) om dan weer uit te waaieren. Deze 9 wegen beginnen allemaal in het Brussels Hoofdstedelijk Gewest. De N1, N2, N8 en N9 komen ook in het Vlaamse Gewest; de N3, N4, N5, N6 en N7 komen in het Vlaamse én in het Waalse gewest. Met uitzondering van de N5, de N7 en de N8 verbinden ze de stad Brussel met een provinciehoofdplaats van een van de aanpalende provincies van de in 1995 opgeheven provincie Brabant. De N4 verbindt Brussel (over de provinciehoofdplaats Namen) ook met Aarlen, hoofdplaats van een van de twee provincies die niet aan Brabant paalden. Hetzelfde geldt voor de N9 die over de provinciehoofdplaats Gent, ook Brussel met Brugge (West-Vlaanderen) verbindt.
2. Daartussen lopen wegen met nummers N10, N20, ... tot en met N90. Het zijn middellange routes die provinciehoofdplaatsen verbinden van aanpalende provincies (maar nooit met het vroegere Brabant), ongeacht of die in het Vlaamse of in het Waalse Gewest liggen. Omdat de N9 (uit het eerste wegennet) reeds Gent met Brugge verbindt, bestaat daar geen weg uit het tweede wegennet. Hetzelfde geldt voor Namen en Aarlen die al door de N4 verbonden worden. Een weg uit het tweede wegennet verbindt in principe telkens twee provincies; de N90 verbindt er als enige drie (Luik-Namen-Henegouwen). De N40 en de N80 wijken af van de regel van de nabijgelegen provinciehoofdplaatsen: de N40 verbindt Aarlen (Luxemburg) met Bergen (Henegouwen) zonder de tussenliggende stad Namen aan te doen en de N80 gaat van Hasselt (Limburg) naar Namen over het grondgebied van de tussenliggende provincie Luik maar niet via de provinciehoofdplaats Luik. Bij het bereiken van een provinciehoofdplaats gebeurt het soms dat een weg uit het tweede wegennet aansluit op een reeds bestaande weg uit het eerste wegennet. Zo loopt de N10 niet volledig van Antwerpen naar Hasselt, maar wel van Mortsel (beginnend op de N1 die van Antwerpen komt) naar Diest (aansluitend op de N2 die naar Hasselt loopt).
3. Vervolgens bestaan nog belangrijke wegen met N11, N12,... tot N99.
4. Ten slotte zijn er de lokale N-wegen met een nummer met drie cijfers.

Voor de wegen uit het derde en vierde net geldt altijd dat de wegnummers in de provincie Antwerpen beginnen met N1xx, die in de voormalige provincie Brabant met N2xx, in West-Vlaanderen met N3xx, in Oost-Vlaanderen met N4xx, in Henegouwen met N5xx, in Luik met N6xx, in Limburg met N7xx, in Luxemburg met N8xx en in Namen met N9xx (net als de respectievelijke NIS-code van de provincies gebaseerd op de alfabetische volgorde van de Franse provincienamen). Komt zo een weg door méér dan één provincie, dan stemt het nummer overeen met de provincie waar er het langste deel van loopt.
Sommige korte wegen hebben het nummer van een andere N-weg, maar met een letter bij (bv. N73b). Dit zijn korte trajecten die aansluiten op een N-weg, een kort deeltje van het traject vormen of een ontdubbeling van die N-weg vormen.

## Lijst van N-wegen

### Eerste wegennet
- N1 : Brussel - Mechelen - Antwerpen - grensgemeente Wuustwezel (B) -  grensgemeente Zundert (NL)
- N2 : Brussel - Leuven - Hasselt - grensgemeente Lanaken (B) - grensgemeente Maastricht (NL)
- N3 : Brussel - Leuven - Sint-Truiden - Luik - grensgemeente Kelmis (B) - grensgemeente Aken (D)
- N4 : Brussel - Waver - Namen - Bastenaken - grensgemeente Aarlen (B) - grensgemeente Steinfort (L) - Capellen
- N5 : Brussel - Charleroi - grensgemeente Couvin (B) - grensgemeente Gué d'Hossus (F) - Rocroi
- N6 : Brussel - Halle - Bergen - grensgemeente Quévy (B) - grensgemeente Bettignies (F) - Maubeuge
- N7 : Halle - Aat - grensgemeente Doornik (B) - grensgemeente Baisieux (F) - Rijsel
- N8 : Brussel - Ninove - Oudenaarde - Kortrijk - Ieper - Veurne - kustgemeente Koksijde
- N9 : Brussel - Asse - Aalst - Gent - Eeklo - Brugge - kustgemeente  Oostende

Volgende korte trajecten sluiten aan op of zijn een deel van een weg van het eerste wegennet:
- N1
  - N1a : Leopoldstraat in Mechelen, als ontdubbeling van de N1
  - N1b : Colomastraat in Mechelen
  - N1c : Bussestraat in Rumst, als verbinding van de N1 naar de snelweg A1/E19.
- N3
  - N3e : oud traject van de N3 door het centrum van Sint-Truiden
  - N3g : verbinding in Luik van de N3 naar de snelweg A602
  - N3i : verbinding in Luik van de N3 naar de snelweg E40
- N4
  - N4b : oud traject van de N4 door het centrum van Tombeek
  - N4d : oud traject van de N4 door het centrum van Ortheuville
  - N4e : in Martelange
  - N4g : verbinding van de N4 naar de N91 in Namen
  - N4h : verbinding van de N4 naar de N90 in Namen
- N7
  - N7a : oud traject van de N7 door het centrum van Aat
- N8
  - N8b : Albertlaan in Ninove, als verbinding van de N8 naar de N405
  - N8c : traject rond het dorpscentrum van Nederbrakel
  - N8f : Yvonne Serruystraat in Menen, eenrichtingsweg naar Menen-centrum
  - N8g : oud traject van de N8 door het centrum van Veurne
  - N8h : zijweg in Koksijde-Bad
- N9
  - N9a : verbinding van de N9 in Groot-Bijgaarden naar de R20 in Sint-Agatha-Berchem
  - N9b : verbinding in Groot-Bijgaarden van de N9 naar de snelweg A10/E40
  - N9c : oud traject van de N9 door het centrum van Zellik
  - N9d : oud traject van de N9 door het centrum van Maldegem

### Tweede wegennet
- N10 : Mortsel - Lier - Aarschot - Diest
- N20 : Hasselt - Tongeren - Luik
- N30 : Luik - Aywaille - Houffalize - Bastenaken
- N40 : Aarlen - Neufchâteau - Beauraing - doortocht door Givet in Frankrijk - Philippeville - Bergen
- N50 : Bergen - Doornik - Kortrijk - Brugge
- N60 : Gent - Oudenaarde - Ronse - Leuze-en-Hainaut - Franse grens richting Valenciennes
- N70 : Gent - Lokeren - Sint-Niklaas - Antwerpen
- N80 : Hasselt - Sint-Truiden - Hannuit - Namen
- N90 : Bergen - Charleroi - Namen - Hoei - Luik (stad)

### Derde wegennet
- N11 : Merksem - Putte
- N12 : Antwerpen - Poppel
- N13 : Lier - Geel
- N14 : Mechelen - Meerle
- N15 : Mechelen - Bergom
- N16 : Mechelen - Sint-Niklaas
- N17 : Dendermonde - Willebroek
- N18 : Turnhout - Leopoldsburg
- N19 : Turnhout - Leuven
- N21 : Brussel - Aarschot
- N22 : Evere - Brussel
- N23 : Brussel - Brussel
- N24 : Brussel - Brussel
- N25 : Leuven - Nijvel
- N26 : Leuven - Mechelen
- N27 : Waterloo - Binche
- N28 : Nijvel - Ninove
- N29 : Beringen - Charleroi
- N31 : Brugge - Zeebrugge
- N32 : Brugge - Menen
- N33 : Oostende - Torhout
- N34 : De Panne - Knokke
- N35 : De Panne - Gavere
- N36 : Ronse - Zarren
- N37 : Aalter - Ieper
- N38 : Ieper - Abele
- N39 : Nieuwpoort - Adinkerke
- N41 : Aalst - Sint-Niklaas
- N42 : Kwatrecht - Lessen
- N43 : Gent - Moeskroen
- N44 : Aalter - Maldegem
- N45 : Aalst - Geraardsbergen
- N46 : Erpe - Leupegem
- N47 : Lokeren - Asse
- N48 : Brakel - Doornik
- N49 : Assenede - Knokke
- N51 : Bergen - Quiévrain
- N52 : Gaurain-Ramecroix - Bruyelle
- N53 : Charleroi - Chimay
- N54 : Fontaine-l'Évêque - Erquelinnes
- N55 : Edingen - Solre-sur-Sambre
- N56 : Wannebecq - Nimy
- N57 : Ronse - Écaussinnes
- N58 : Dottenijs - Franse grens (Armentières)
- N59 : Seneffe - Gozée
- N61 : Chênée - Eupen
- N62 : Beaufays - Malscheid
- N63 : Luik - Marche-en-Famenne
- N64 : Hoei - Tienen
- N65 : Borgworm - Villers-le-Bouillet
- N66 : Hoei - Trois-Ponts
- N67 : Welkenraedt - Mützenich
- N68 : Eynatterheide - Deiffelt
- N69 : Tongeren - Hannuit
- N71 : Hamont - Geel
- N72 : Zonhoven - Heppen
- N73 : Tessenderlo - Kessenich
- N74 : Hasselt - Lommel-Kolonie
- N75 : Hasselt - Dilsen
- N76 : Borgloon - Hamont
- N77 : Genk - Smeermaas
- N78 : Vroenhoven - Kessenich
- N79 : Sint-Truiden - Vroenhoven
- N80: Namen - Hasselt
- N81 : Aarlen - Athus
- N82 : Viville - Virton
- N83 : Aarlen - Bouillon
- N84 : Bastenaken - Bras
- N85 : Bastenaken - Florenville
- N86 : Aywaille - Ave-et-Auffe
- N87 : Parette - Saint-Mard
- N88 : Florenville - Athus
- N89 : Salmchâteau - Bouillon
- N91 : Hamme-Mille - Namen
- N92 : Namen - Dinant
- N93 : Nijvel - Namen
- N94 : Dinant - Halma
- N95 : Dinant - Mogimont
- N96 : Anhée - Heer
- N97 : Philippeville - Havelange
- N98 : Ligny - Vodecée
- N99 : Doische - Macquenoise

### Vierde wegennet
| N1xx: | N1 - N1a - N1c - N10 - N11 - N12 - N13 - N14 - N15 - N16 - N17 - N18 - N19 - N19g - N101 - N102 - N103 - N104 - N105 - N106 - N107 - N108 - N109 - N110 - N111 - N112 - N113 - N114 - N114a - N115 - N116 - N116a - N117 - N118 - N119 - N120 - N121 - N122 - N123 - N124 - N125 - N126 - N127 - N128 - N129 - N129a - N130 - N131 - N132 - N133 - N134 - N135 - N136 - N137 - N138 - N139 - N140 - N141 - N142 - N144 - N146 - N148 - N149 - N150 - N151 - N152 - N153 - N154 - N155 - N156 - N159 - N165 - N171 - N173 - N174 - N177 - N179 - N180 - N183 - N184 - N186 |
| N2xx: | N2 - N2a - N2d - N2e - N20 - N21 - N22 - N23 - N24 - N25 - N25a - N26 - N26a - N27 - N27a - N28 - N29 - N200 - N201 - N202 - N203 - N203a - N204 - N205 - N206 - N207 - N208 - N209 - N210 - N211 - N211a - N212 - N213 - N214 - N215 - N216 - N218 - N219 - N220 - N221 - N222 - N223 - N225 - N226 - N227 - N228 - N230 - N231 - N232 - N233 - N234 - N236 - N237 - N237a - N238 - N238a - N239 - N240 - N241 - N242 - N243 - N243a - N244 - N245 - N247 - N248 - N249 - N250 - N251 - N252 - N253 - N254 - N255 - N256 - N257 - N258 - N259 - N260 - N261 - N262 - N263 - N264 - N265 - N266 - N267 - N268 - N269 - N270 - N271 - N272 - N273 - N274 - N275 - N276 - N277 - N278 - N279 - N280 - N280a - N281 - N282 - N283 - N284 - N285 - N286 - N287 - N288 - N289 - N290 - N291 - N292 - N293 - N294 - N295 - N296 - N297 - N298 - N299 |
| N3xx: | N3 - N3e - N3f - N3g - N3h - N3i - N30 - N30a - N30b - N30y - N30z - N31 - N31b - N32 - N32a - N33 - N34 - N34a - N34b - N34c - N34d - N34e - N34i - N34y - N35 - N35b - N35c - N36 - N36a - N37 - N37a - N38 - N39 - N300 - N300a - N301 - N302 - N303 - N304 - N305 - N306 - N307 - N308 - N309 - N310 - N311 - N312 - N313 - N314 - N315 - N316 - N317 - N318 - N319 - N320 - N321 - N322 - N323 - N324 - N325 - N326 - N327 - N327a - N328 - N329 - N330 - N331 - N332 - N333 - N334 - N335 - N336 - N337 - N337a - N339 - N340 - N341 - N342 - N343 - N344 - N345 - N346 - N347 - N348 - N349 - N351 - N352 - N353 - N355 - N356 - N357 - N358 - N359 - N360 - N362 - N363 - N364 - N365 - N366 - N367 - N368 - N368c - N369 - N370 - N370d - N371 - N372 - N373 - N374 - N375 - N376 - N376a - N377 - N377a - N378 - N379 - N380 - N382 - N382b - N382c - N384 - N386 - N388 - N389 - N390 - N391 - N392 - N393 - N395 - N395a - N395b - N395c - N395d - N395e - N396 - N397 - N397z - N398 - N399 - N399a |
| N4xx: | N4 - N4c - N4d - N4e - N4f - N4g - N4h - N4i - N4j - N4k - N40 - N40a - N41 - N42 - N43 - N43a - N44 - N44a - N45 - N46 - N47 - N48 - N49 - N49a - N49c - N49d - N400 - N402 - N403 - N404 - N405 - N405b - N406 - N407 - N408 - N409 - N410 - N410a - N411 - N414 - N415 - N416 - N417 - N419 - N420 - N422 - N423 - N424 - N425 - N426 - N430 - N433 - N434 - N435 - N436 - N437 - N438 - N439 - N440 - N441 - N442 - N444 - N445 - N446 - N447 - N448 - N449 - N450 - N451 - N452 - N453 - N454 - N455 - N456 - N457 - N458 - N459 - N460 - N461 - N462 - N463 - N464 - N465 - N466 - N467 - N469 - N470 - N473 - N474 - N485 - N485a - N485b - N493 - N494 - N495 - N496 - N497 - N498 - N499 |
| N5xx: | N5 - N5a - N5b - N5e - N5f - N50 - N50a - N50d - N50f - N50g - N51 - N52 - N53 - N53a - N53b - N53c - N54 - N54a - N55 - N55b - N55c - N55d - N56 - N56a - N57 - N57b - N58 - N59 - N59b - N59c - N500 - N501 - N502 - N503 - N504 - N505 - N506 - N507 - N508 - N509 - N510 - N511 - N512 - N513 - N514 - N515 - N516 - N516a - N517 - N518 - N519 - N520 - N521 - N522 - N523 - N524 - N525 - N525a - N525b - N526 - N527 - N527a - N527b - N527c - N528 - N529 - N530 - N531 - N532 - N533 - N534 - N534a - N535 - N536 - N537 - N538 - N539 - N540 - N541 - N542 - N543 - N544 - N545 - N546 - N547 - N547b - N548 - N549 - N550 - N551 - N552 - N553 - N554 - N555 - N556 - N559 - N560 - N561 - N561a - N562 - N562a - N563 - N564 - N565 - N566 - N567 - N568 - N568a - N569 - N570 - N571 - N572 - N572a - N573 - N574 - N575 - N576 - N576a - N577 - N578 - N579 - N579a - N580 - N580a - N581 - N582 - N583 - N583a - N584 - N585 - N586 - N587 - N589 - N589a - N590 - N591 - N592 - N593 - N594 - N595 - N596 - N597 - N598 - N599 |
| N6xx: | N6 - N60 - N60d - N60e - N61 - N61a - N61b - N61e - N62 - N62a - N62b - N63 - N63a - N63b - N63c - N63d - N63e - N63f - N64 - N65 - N66 - N67 - N67a - N68 - N68a - N68b - N69 - N601 - N602 - N604 - N605 - N606 - N607 - N607a - N608 - N609 - N610 - N610a - N610b - N610c - N611 - N612 - N613 - N614 - N614a - N615 - N616 - N617 - N617a - N617b - N617c - N617d - N617e - N617f - N618 - N619 - N620 - N621 - N622 - N623 - N624 - N625 - N626 - N627 - N627a - N627b - N627d - N627e - N627f - N628 - N629 - N629a - N630 - N630a - N630b - N630c - N630d - N631 - N632 - N633 - N633a - N633b - N633c - N633d - N634 - N635 - N635z - N636 - N637 - N637a - N638 - N639 - N640 - N641 - N642 - N643 - N643a - N643b - N643c - N644 - N644a - N645 - N646 - N646a - N647 - N648 - N649 - N650 - N651 - N652 - N653 - N653a - N654 - N655 - N656 - N657 - N658 - N659 - N660 - N660a - N661 - N662 - N663 - N664 - N665 - N666 - N667 - N669 - N670 - N671 - N671a - N671b - N671c - N671d - N671e - N671f - N671h - N671z - N672 - N673 - N674 - N675 - N676 - N677 - N678 - N679 - N679a - N680 - N681 - N682 - N683 - N684 - N685 - N686 - N689 - N690 - N692 - N693 - N694 - N695 - N696 - N696a - N697 - N698 - N698a - N699 |
| N7xx: | N7 - N7a - N7b - N7c - N70 - N71 - N72 - N73 - N74 - N75 - N76 - N77 - N78 - N79 - N79a - N79b - N700 - N701 - N702 - N712 - N712b - N715 - N715a - N715b - N716 - N717 - N718 - N719 - N721 - N722 - N723 - N725 - N726 - N729 - N730 - N731 - N732 - N733 - N739 - N739a - N742 - N743 - N744 - N745 - N746 - N747 - N748 - N750 - N751 - N752 - N753 - N754 - N755 - N756 - N757 - N758 - N759 - N760 - N761 - N762 - N763 - N764 - N765 - N766 - N767 - N768 - N769 - N770 - N771 - N772 - N773 - N774 - N777 - N779 - N784 - N789 - N790 - N793 - N794 - N795 |
| N8xx: | N8 - N8b - N8h - N80 - N81 - N82 - N83 - N83a - N83b - N84 - N85 - N86 - N86a - N86b - N86c - N86f - N87 - N88 - N88a - N88b - N89 - N89a - N89c - N89z - N800 - N801 - N802 - N803 - N804 - N805 - N806 - N807 - N808 - N809 - N810 - N811 - N812 - N813 (Sivry) - N813 (Wârre) - N814 - N815 - N816 - N817 - N818 - N819 - N820 - N820a - N821 - N822 - N822a - N823 - N824 - N825 - N826 - N827 - N828 - N828z - N829 - N830 - N830b - N831 - N832 - N833 - N834 - N834a - N835 - N836 - N837 - N838 - N839 - N840 - N840a - N841 - N842 - N843 - N844 - N845 - N846 - N847 - N848 - N849 - N850 - N851 - N852 - N853 - N854 - N855 - N856 - N857 - N859 - N859a - N859b - N860 - N860a - N864 - N865 - N866 - N869 - N870 - N871 - N871a - N872 - N873 - N874 - N875 - N875a - N876 - N877 - N878 - N878a - N879 - N880 - N881 - N881a - N882 - N883 - N883a - N883b - N883c - N884 - N884a - N886 - N887 (Engreux) - N887 (Anlier) - N888 - N889 - N890 - N891 - N892 - N893 - N894 - N895 - N896 - N897 - N897a - N898 - N899 |
| N9xx: | N9 - N9b - N9c - N9d - N9g - N90 - N90a - N90b - N90c - N90e - N90g - N90h - N90z - N91 - N92 - N92a - N92b - N92c - N93 - N93a - N94 - N95 - N95a - N95b - N95d - N96 - N97 - N98 - N98a - N99 - N99d - N902 - N904 - N905 - N907 - N908 - N909 - N910 - N911 - N911a - N912 - N912a - N912b - N912c - N913 - N914 - N915 - N918 - N919 - N920 - N921 - N922 - N923 - N923a - N924 - N925 - N928 - N929 - N930 - N931 - N932 - N933 - N934 - N935 - N936 - N937 - N938 - N939 - N939b - N940 - N941 - N942 - N942a - N943 - N944 - N945 - N946 - N947 - N947a - N947b - N947c - N948 - N949 - N951 - N952 - N953 - N954 - N955 - N957 - N958 - N958a - N959 - N961 - N963 - N964 - N967 - N969 - N971 - N972 - N973 - N975 - N977 - N978 - N978a - N981 - N982 - N983 - N983a - N984 - N988 - N989 - N990 - N991 - N992 |